# Vièlanava de Lecuçan
Vièlanava de Lecussan (francès Villeneuve-Lécussan) és un municipi del departament francès de l'Alta Garona, a la regió d'Occitània.